# 岩田園
岩田園（いわたえん、正式名称：東京製茶実業株式会社）は、江戸時代後期に創業した日本茶の老舗である。武蔵国豊島郡滝野川村三軒家（現・東京都北区）を拠点に、東京で初めて商業的にお茶を販売したとされる店舗の一つであり、日本茶文化の発展と普及に貢献した歴史を持つ。その長きにわたる活動は、戦後の復興支援や業界への貢献を含め、茶商の枠を超えた社会的な意義をも有していたが、現代の市場変化に対応しきれず、惜しまれつつもその歴史に幕を下ろした。 

## 概要
- 正式名称：東京製茶実業株式会社
- 屋号：岩田園
- 創業年：嘉永2年（1849年）以前
- 創業地：滝野川村三軒家（現・東京都北区滝野川付近）
- 創業者：岩田嘉右術門

## 歴史

### 創業と江戸時代の繁栄
岩田園の起源は、江戸時代末期にさかのぼる。嘉永2年（1849年）の記録によれば、初代・岩田嘉右術門が滝野川村三軒家で茶の栽培と製造を開始したとされるが、事業はそれ以前から行われていたと伝えられる。当時、滝野川村は日本橋からほど近く、茶葉の栽培に適した豊かな自然環境を有していた。この地で育まれた茶は「江戸の味」として広く親しまれ、岩田園は早くから東京の茶文化を支え、茶問屋の豪商として成功を収める一方、両替商も兼業しており、地域経済の発展に寄与した。

### 明治・大正時代の躍進
明治維新以降、岩田園は茶問屋として百貨店や小売店を通じて事業を拡大。東京を中心に日本茶文化の普及に尽力した。大正15年（1926年）には京都のほうじ茶（京番茶）を東京で初めて元売りとして取り扱い、京都と東京を結ぶ茶文化交流の橋渡し役を果たした。また、この時期に岩田家の屋敷は江戸牛込馬場下横町（現・新宿区喜久井町）から豊島（現・池袋サンシャインシティ付近）へ移転し、広大な敷地を拠点として事業を拡大した。

### 戦後復興と業界支援
第二次世界大戦による空襲で東京が焼け野原となる中、岩田園は復興支援に尽力した。創業家の岩田家は、所有する土地に多くの平屋を建て、行き場を失った被災者に無償で提供。また、物資を調達しては炊き出しを行い、多くの人々の命を支えた。
さらに、戦禍で茶畑を失った同業者に対しても積極的に支援を行った。岩田園が所有していた狭山や熊本の茶畑から茶葉を無償提供し、復興の一助となった。この支援により、多くの同業者が事業を再建し、現在の日本茶業界の基盤を形作ることとなった。

### 日本茶のペットボトル化に対する反対
昭和後期、日本茶のペットボトル製品が登場する際、東京の老舗である岩田園が真っ先に協力を求められた。しかし、試作品の風味や香りが「本来の日本茶の品質を損なう」として一族は強く反対し、プロジェクトへの参加を拒否。伝統的な淹れ方による日本茶文化を守ることを選択した。この姿勢は岩田園の矜持を示すものだったが、ペットボトル茶の普及に伴う市場変化への対応が遅れた要因ともなり、その後の経営難に影響を及ぼした。

### 終焉と跡地の現在
市場環境の変化や生活様式の多様化が進む中で、岩田園は次第に経営難に陥り、最終的に破産を宣告。170年以上続いた伝統に幕を下ろした。その跡地には大規模な病院が建てられ、現在では地域医療に貢献する拠点として活用されている。岩田園が遺した精神は、別の形で地域社会に根付いていると言える。

## 特徴

### ラッピング文化の先駆者
戦後、日本茶が贈答品として親しまれるようになると、岩田園は業界に先駆けてラッピングを導入。その包み紙には「泰平の眠りを覚ます上喜撰 たった四杯で夜も寝られず」という江戸川柳、黒船のイラスト、岩田園のロゴマークが描かれていた。この「上喜撰（じょうきせん）」は宇治の最高級緑茶を指し、その名称は六歌仙の一人、喜撰法師に由来する。これらの意匠は、岩田園の格式と日本茶の伝統を象徴するものとして多くの人々に記憶されている。

## 意義
岩田園は、日本茶文化の普及に尽力しただけでなく、戦後復興や業界支援を通じて社会全体に多大な貢献を果たした。その長い歴史とともに築かれた信頼と矜持は、単なる老舗の枠を超えた存在感を放っていた。岩田園の歩みは、現代においても日本茶文化の根幹に影響を与える重要な歴史として評価されている。